# Pierre Girard (journaliste)
Pour les articles homonymes, voir Pierre Girard (homonymie) et Girard.
Pierre Girard est un journaliste et présentateur de télévision français, né le 16 novembre 1982 à Strasbourg.
Depuis janvier 2009, il présente Xenius sur Arte, le magazine quotidien de la connaissance. Il est également connu pour sa chaîne YouTube sur l'agriculture.

## Biographie
Diplômé de l’Institut de journalisme de Bordeaux-Aquitaine en juin 2002, il travaille en tant que journaliste en Guyane, de 2002 à 2005, puis à Berlin, à partir de 2006,.
Il fait ses débuts à la télévision sur la chaîne guyanaise ACG.
À partir de 2006, il travaille pour France 24 à Berlin. 
En janvier 2009, il rejoint Arte pour présenter le nouveau magazine de la connaissance, Xenius, avec la journaliste allemande Dörthe Eickelberg. Pour la même chaîne, dès 2012, il anime des émissions culturelles telles que Jazzdor ou Metropolis avec Tita von Hardenberg depuis des événements comme le Festival de Cannes.
En 2019, il crée Tous Terriens, une chaîne YouTube sur l'agriculture de solutions.
À partir de mars 2020, il présente La Science déconfinée, diffusée deux fois par semaine sur Arte. 